# Betty Holberton
Frances Elizabeth "Betty" Holberton (Filadélfia, 7 de março de 1917 – Rockville, Maryland, 8 de dezembro de 2001) foi uma das seis programadoras originais do ENIAC, o primeiro computador eletrônico digital de propósito geral.

## Educação
Nascida Frances Elizabeth Snyder, na Filadélfia, em 1917, em seu primeiro dia de aula na Universidade da Pensilvânia, seu professor de matemática perguntou o que ela estava fazendo naquela sala ao invés de estar em casa tendo filhos. Dessa forma, ela foi estudar jornalismo, o que a possibilitaria viajar. Jornalismo era uma das poucas áreas abertas para mulheres nos anos 40.

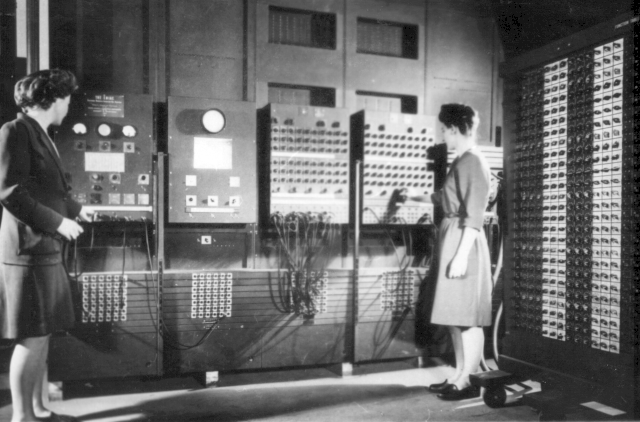
As programadoras Jean Bartik (esquerda) e Frances Spence (direita) operando o painel principal do ENIAC.

## Carreira

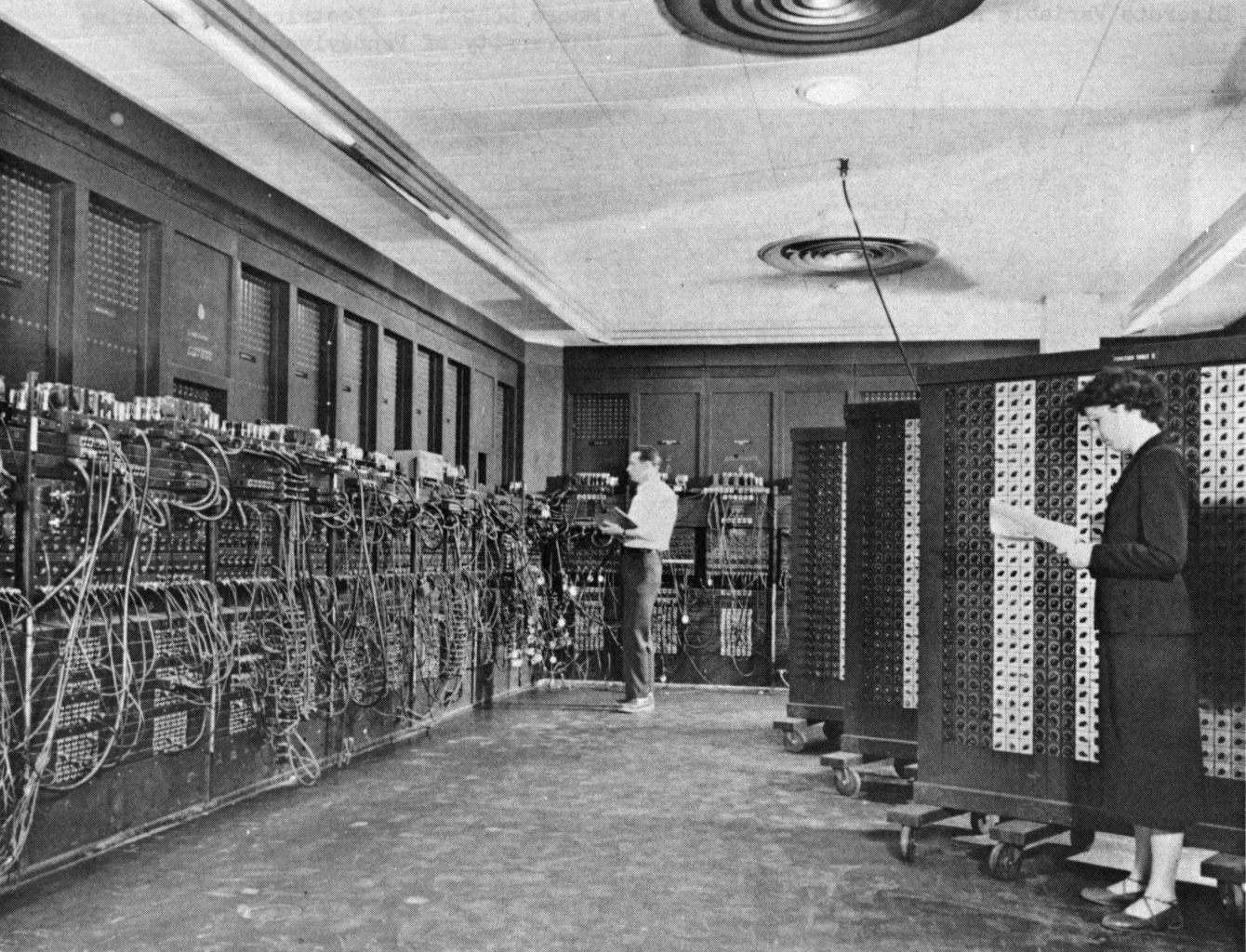
Betty Holberton (à direita) programando o ENIAC na Filadélfia (décadas de 40/50).

Durante a Segunda Guerra Mundial, com tantos homens indo para o campo de batalha, o Exército precisava de mulheres para computar trajetórias balísticas. Betty foi então contratada pela Escola Moore de Engenharia, para trabalhar na área e logo ela foi escolhida para ser uma das seis mulheres que programariam o ENIAC. Tidas como "menos competentes", Betty, junto de Kay McNulty, Marlyn Wescoff, Ruth Lichterman, Betty Jean Jennings, e Fran Bilas, programaram o ENIAC para realizar cálculos, eletronicamente, sobre trajetórias balísticas, para o laboratório de pesquisa balística do Exército dos Estados Unidos. Seu trabalho no ENIAC deu a cada uma delas um lugar de honra no Hall Internacional da Fama de Mulheres na Tecnologia No início, como o ENIAC era confidencial, elas tinham permissão para trabalhar apenas com diagramas e esquemas para programá-lo. O ENIAC foi revelado ao público em 15 de fevereiro de 1946, na Universidade da Pensilvânia.
Enquanto trabalhava no ENIAC, Betty teve várias ideias, especialmente à noite, o que virou uma piadinha entre as programadoras de que Betty resolvia vários problemas dormindo, enquanto outras pessoas faziam isso acordadas.
Após a Segunda Guerra Mundial, Betty trabalhou para a Remington Rand e para o National Institute of Standards and Technology. Foi programadora-chefe do Laboratório de Matemática Aplicada do David Taylor Model Basin, em 1959, uma divisão naval do governo norte-americano em Bethesda, Maryland. Ajudou a desenvolver o UNIVAC, criando os painéis de controle, colocando o teclado numérico ao lado do teclado alfabético e convencendo os engenheiros a trocar a cor preta do UNIVAC para um tom cinza, meio bege, que se tornou a cor universal dos computadores. Betty também escreveu o primeiro programa baseado em merge sort, ou ordenação por mistura e escreveu o primeiro pacote de análise estatística, que foi utilizado no censo norte-americano de 1950.
Em 1953, supervisionou a programação avançada do Laboratório de Matemática Avançada da Marinha, em Maryland, onde permaneceu até 1966. Betty trabalhou com John Mauchly para desenvolver o conjunto de instruções C-10 para o BINAC, considerado o protótipo de todas as modernas linguagens de programação. Participou ainda do desenvolvimento dos primeiros padrões para as linguagens COBOL e FORTRAN com Grace Hopper.  Seu trabalho com o COBOL foi importante, mesmo após várias revisões, já que ele é utilizado ainda hoje. Posteriormente, trabalhou para o National Institute of Standards and Technology, onde foi uma das principais revisoras dos padrões da linguagem FORTRAN ("FORTRAN 77" e "Fortran 90").

## Falecimento
Betty faleceu em 8 de dezembro de 2001, em Rockville, Maryland, devido a complicações de um AVC sofrido alguns anos antes, problemas cardíacos e diabetes. Betty Holberton deixou marido, John Vaughn Holberton, e duas filhas, Pamela e Priscilla.

## Prêmios
Em 1997, era a única do grupo original de seis mulheres programadoras do ENIAC a receber o Prêmio Augusta Ada Lovelace, a maior honraria da Associação de Mulheres na Computação.
Ainda em 1997, ela recebeu o prêmio IEEE para pioneiras da ciência, da Associação IEEE, pelo desenvolvimento do merge sort, o que inspirou as primeiras ideias a respeito de compilação de dados e foi adicionada ao hall da fama da Associação Internacional Mulheres na Tecnologia, junto das outras três programadoras do ENIAC.

## Ligações Externas
- Programmed to Succeed: Betty Holberton no Wayback Machine (arquivado em 9 de janeiro de  2008) - Association for Women in Computing website
- Computer pioneer Betty Holberton dies at 84, Government Computer News, Jan. 5, 2002
- Two oral history interviews with Frances E. Holberton. Charles Babbage Institute, Universidade de Minnesota, Minneapolis. Conferência do UNIVAC (17–18 de maio de 1990), bem como a entrevista de James Baker Ross (14 de abril de 1983). Holberton discute sua formação nos 40 até os anos 60 e suas experiências com a computação. Isso inclui o trabalho com a Eckert-Mauchly Computer Corporation, David Taylor Model Basin e o National Bureau of Standards. Ela discute suas percepções de cooperação e competição entre os membros dessas organizações e as dificuldades que encontrou como mulher. Ela relata seu trabalho nos computadores ENIAC e LARC, seu projeto de sistemas operacionais e sua programação de aplicativos.
- Frances E. Holberton Papers, circa 1950s-1980s. Instituto Charles Babbage, Universidade de Minnesota.